# 카타니아폰타나로사 공항

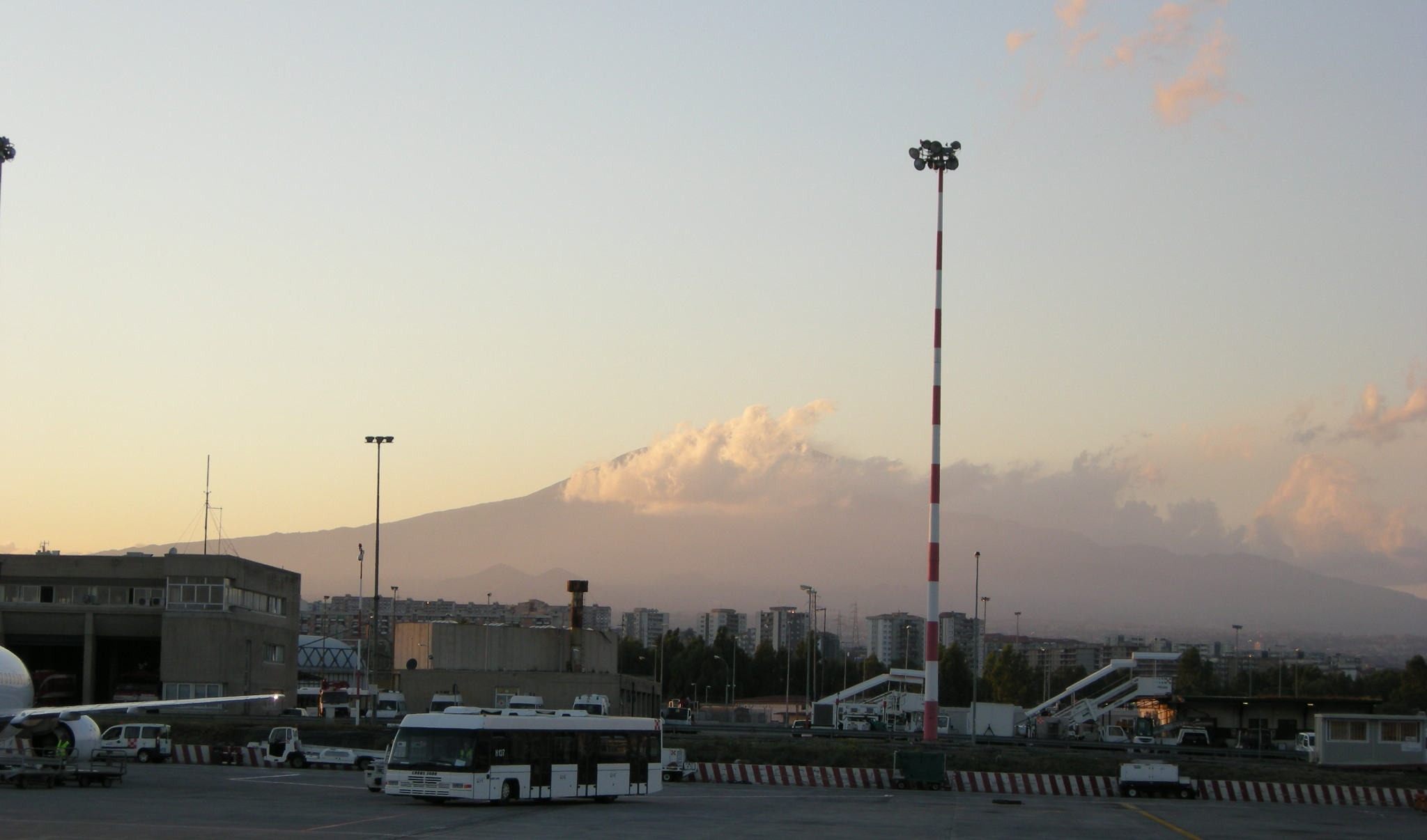

카타니아폰타나로사 공항(Catania–Fontanarossa Airport, 이탈리아어: Aeroporto Internazionale Vincenzo Bellini di Catania-Fontanarossa, IATA: CTA, ICAO: LICC), 빈첸초 벨리니 공항(Vincenzo Bellini Airport) 또는 카타니아 공항은 카타니아에서 남서쪽으로 4.3킬로미터 지점에 위치한 국제공항이다. 카타니아에서 출생한 오페라 작곡가 빈첸초 벨리니의 이름을 따서 붙여졌다.
2016년 약 200만 명의 승객을 수송한 이 공항은 이탈리아에서 가장 분주한 공항이자 유럽에서는 4번째로 분주한 공항이다.